# Euphorbia pervilleana
Euphorbia pervilleana Baill. es una especie fanerógama perteneciente a la familia de las euforbiáceas. Es endémica de Madagascar donde se encuentra en la Provincia de Fianarantsoa y en la Provincia de Toliara.

## Descripción
Es una planta suculenta ramificada con las inflorescencias en ciatios. Se encuentra en la laderas rocosas de los inselbergs.

## Taxonomía
Euphorbia pervilleana fue descrita por Henri Ernest Baillon y publicado en Adansonia 1: 141. 1861.
Etimología
Euphorbia: nombre genérico que deriva del médico griego del rey Juba II de Mauritania (52 a 50 a. C. - 23), Euphorbus, en su honor – o en alusión a su gran vientre –  ya que usaba médicamente Euphorbia resinifera. En 1753 Carlos Linneo asignó el nombre a todo el género.
pervilleana: epíteto